# Riszon le-Cijjon ha-Riszonim
Riszon le-Cijjon ha-Riszonim (hebr. הראשונים) – stacja kolejowa w Riszon le-Cijjon, w Izraelu. Jest obsługiwana przez Rakewet Jisra’el.
Stacja znajduje się w południowo-zachodniej części miasta Riszon le-Cijjon. Dworzec jest przystosowany dla osób niepełnosprawnych.

## Połączenia
Pociągi z Riszon le-Cijjon jadą do Lod, Kefar Sawy i Tel Awiwu.